# ハートブレイカー (マライア・キャリーの曲)
「ハートブレイカー」 (Heartbreaker)は、マライア・キャリーの楽曲。7枚目のスタジオ・アルバム『RAINBOW』から先行シングルとしてリリースされた。オリジナル・ヴァージョンではジェイ・Zをフィーチャリングしており、曲作りにも参加している。

## 解説
ステイシー・ラティソウの楽曲「Attack of the Name Game」をサンプリングしている。
ミュージック・ビデオにはジェリー・オコンネルが出演、マライアはビデオの中で一人二役を演じている。
ダ・ブラットとミッシー・エリオットをフィーチャリングしたリミックス・ヴァージョンも制作され、こちらではスヌープ・ドッグの「エイント・ノー・ファン」をサンプリングしている。スヌープはこちらのヴァージョンのミュージック・ビデオにも出演している。
Billboard Hot 100では14曲目の首位、チャートには20週留まった。
CD発売前に楽曲がインターネットで先行公開された。これはソニーミュージックエンタテインメント所属のアーティストとしては初の試みである。

## 収録曲
日本盤 マキシ・シングル
1. ハートブレイカー (Featuring ジェイ・Z)
2. ハートブレイカー (ノー・ラップ・ヴァージョン)
3. ハートブレイカー (リミックス) (Featuring ダ・ブラット,ミッシー・エリオット & DJクルー)

デジタルEP
1. Heartbreaker (Remix featuring Da Brat & Missy Elliott) - 4:37
2. Heartbreaker (No Rap Version) - 3:20
3. Love Hangover / Heartbreaker (Live) - 5:15
4. Heartbreaker / If You Should Ever Be Lonely (Junior's Heartbreaker Club Mix) - 10:19
5. Heartbreaker / If You Should Ever Be Lonely (Junior's Heartbreaker Club Dub) - 10:11
6. Heartbreaker / If You Should Ever Be Lonely (Junior's Heartbreaker Hard Mix) - 10:19